# Colinele Tutovei
Colinele Tutovei sunt situate în partea de est a țării, constituind o unitate fizico-geografică cu trăsături distincte nu doar din punct de vedere al cadrului natural, ci și al celui uman geografic.

## Descriere
Subunitate a Podișului Bârladului, această regiune este delimitată spre vest de valea Siretului și spre est de valea Bârladului. Limita nordică este marcată de coasta Racovei și valea Morii (tributară Siretului), iar cea sudică de linia localităților Mălureni, Nicorești și Țepu, până la confluența Berheciului cu Bârladul (Hârjoabă, 1968).

## Geografie
Între aceste limite, Colinele Tutovei ocupă o suprafață de 3603 km2, întinzându-se pe direcția NS pe o distanță maximă de cca. 94 km, între 46º45’40’’ lat. N și  45º 55’10’’ lat. N, iar pe direcția VE pe o distanță maximă de cca. 66 km, între 26º57’30’’long. E și 27º50’00’’long. E. (Iulian Cătălin Stângă, 2008)